# Caio Vipstano Aproniano
Caio Vipstano Aproniano (em latim: Gaius Vipstanus Apronianus; m. 91) foi um senador romano eleito cônsul em 59 com Caio Fonteio Capitão. O seu cognome ("Aproniano") é de origem incerta. Nas palavras do historiador Ronald Syme, ele indica que Aproniano era "ou um Aprônio adotado por um Lúcio Vipstano ou um Vipstano cujo pai se casou com uma Aprônia". Em seguida, Syme conclui que o pai desta Aprônia seria Lúcio Aprônio Cesiano, cônsul em 39.

## Carreira
Depois da morte de Galba, em 15 de janeiro de 69, uma província atrás da outra se proclamou a favor do novo imperador Otão, entre eles Aproniano na África. Aparentemente ele havia sido nomeado procônsul da África para o biênio 68 e 69, pois as palavras de Tácito indicam que a província se delcarou rapidamente a favor a Otão, provavelmente ainda antes do mês de janeiro de 69.
Sabe-se também que ele era um dos irmãos arvais, grupo para o qual foi co-optado em 57. Ele permaneceu membro deste colégio por mais 34 anos, o que fez dele um de seus membros mais longevos.